# باز هاوایی
باز هاوایی یا سارگپه هاوایی (نام علمی: Buteo solitarius) نام یک گونه از سرده سارگپه است.